# Droga wojewódzka nr 368
Droga wojewódzka nr 368 (DW368) – droga wojewódzka klasy GP w województwie dolnośląskim, do grudnia 2022 roku poprowadzona starym śladem drogi krajowej nr 8 z Mirkowa i Długołęki do Oleśnicy (węzeł Oleśnica Zachód).
Wraz z oddaniem do użytku fragmentu wschodniej obwodnicy Wrocławia (DW372) od pogranicza Mirkowa i Długołęki do drogi nr 455 w Łanach, droga na całej długości została przeklasyfikowana na powiatową. Oznacza to wykreślenie numeru 368 z sieci dróg wojewódzkich.

## Kontrowersje odnośnie do przebiegu
Poprzedni przebieg, o długości ok. 6 km, wytyczony był przez las regla górnego, północnym zboczem Grzbietu Lasockiego z Rozdroża Kowarskiego na Przełęcz Okraj (1046 m n.p.m.) do byłego przejścia granicznego z Czechami Przełęcz Okraj - Pomezní Boudy. Droga na odcinku około 6 km pokonywała 309-metrową różnicę wzniesień. Uchwała Sejmiku Województwa Dolnośląskiego pozbawiająca ten odcinek kategorii drogi wojewódzkiej została zaskarżona do Wojewódzkiego Sądu Administracyjnego we Wrocławiu, który wyrokiem z dnia 23 września 2016 r. stwierdził jej nieważność w przedmiocie drogi nr 368. Wniesiona od tego wyroku skarga kasacyjna została w dniu 5 stycznia 2018 r.  oddalona przez Naczelny Sąd Administracyjny.

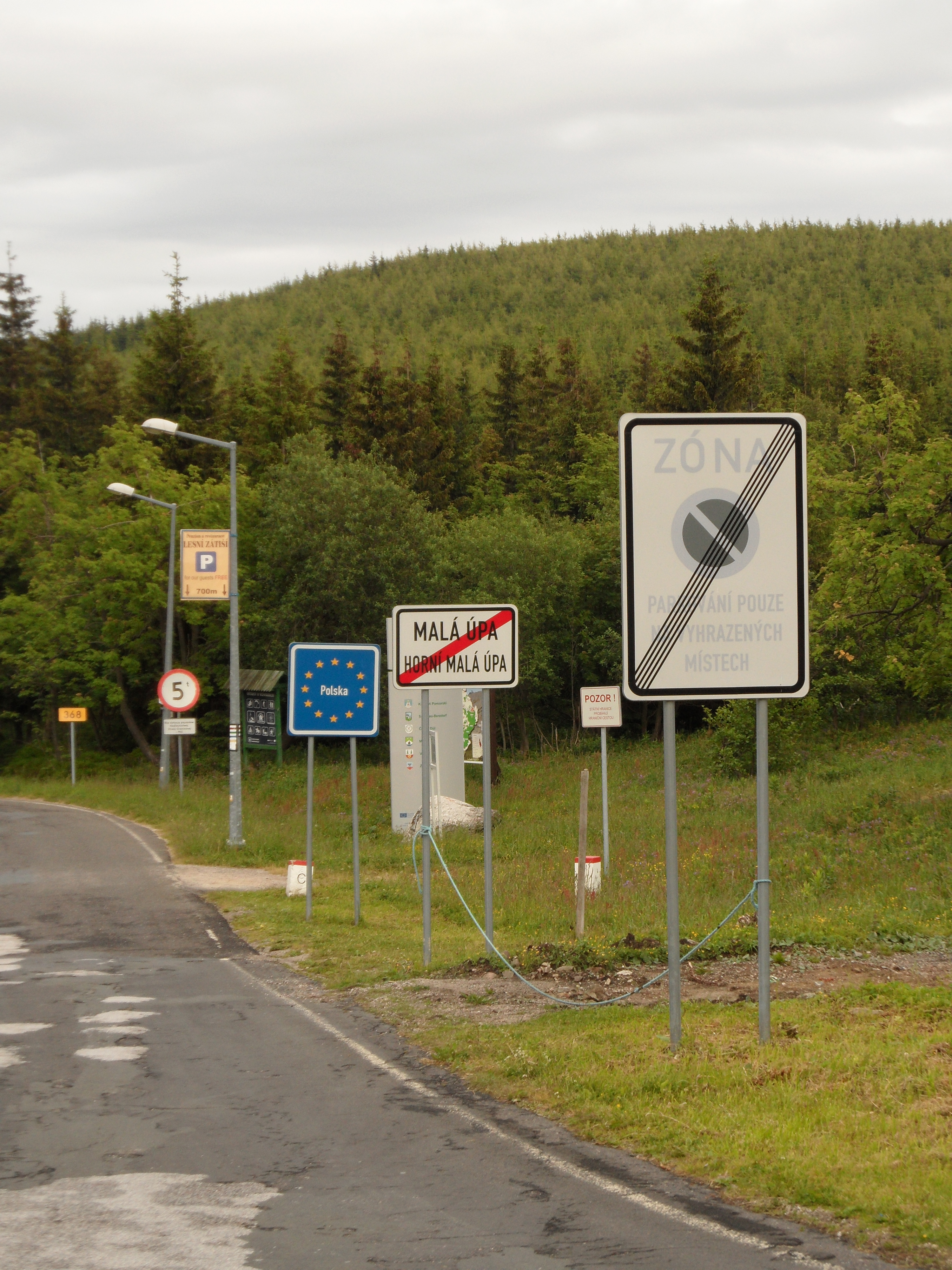
Przejście graniczne na starym przebiegu drogi; widok na czeską drogę II/252 i w głębi na polską ówczesną DW368

Stary przebieg drogi docelowo ma otrzymać nowe oznaczenie. W grudniu 2020 roku na OpenStreetMap droga oznaczona została numerem 370.

## Miejsca i miejscowości przy trasie
- Mirków (pogranicze) (dawna droga nr 98, od 1 stycznia 2020 r. droga wojewódzka[7] nr 372[1])
- Długołęka
- Byków
- Borowa
- Smardzów
- Dąbrowa (droga S8)

### Stary przebieg
- Ogorzelec
- Kowary-Graniczne Budy
- Przejście graniczne Przełęcz Okraj-Pomezní Boudy